# Riaza
Riaza é um município da Espanha na província de Segóvia, comunidade autónoma de Castela e Leão, de área 149,50 km² com população de 2291 habitantes (2007) e densidade populacional de 13,54 hab/km².

## Demografia
| Variação demográfica do município entre 1991 e 2004 | Variação demográfica do município entre 1991 e 2004 | Variação demográfica do município entre 1991 e 2004 | Variação demográfica do município entre 1991 e 2004 |
| --------------------------------------------------- | --------------------------------------------------- | --------------------------------------------------- | --------------------------------------------------- |
| 1991                                                | 1996                                                | 2001                                                | 2004                                                |
| 1624                                                | 1673                                                | 1898                                                | 2020                                                |